# 수치트라 센
수치트라 센(힌디어: सुचित्रा सेन, 영어: Suchitra Sen, 1931년 4월 6일 ~ 2014년 1월 17일)은 인도의 배우이다.